# Nicoter

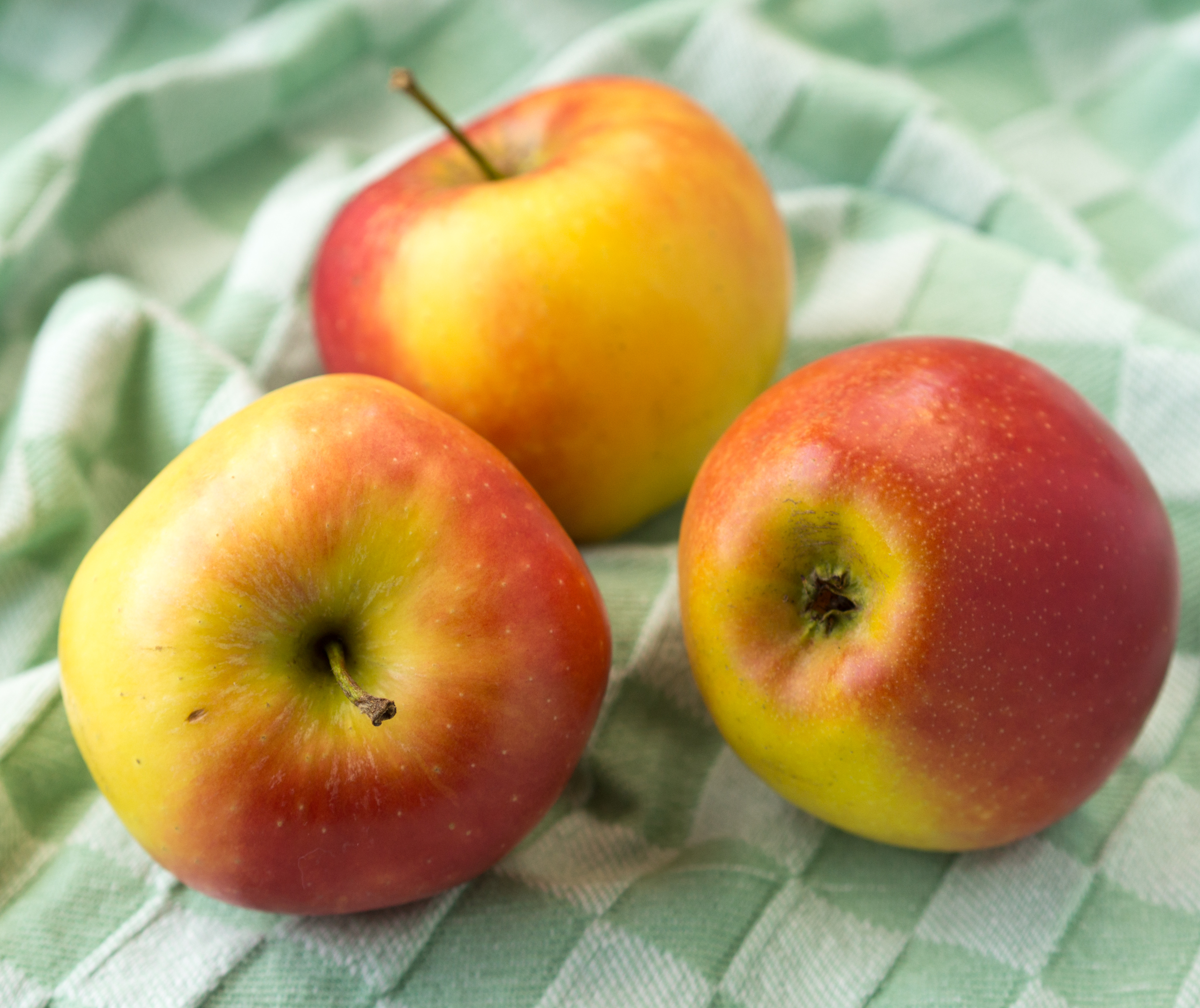
Nicoter appels

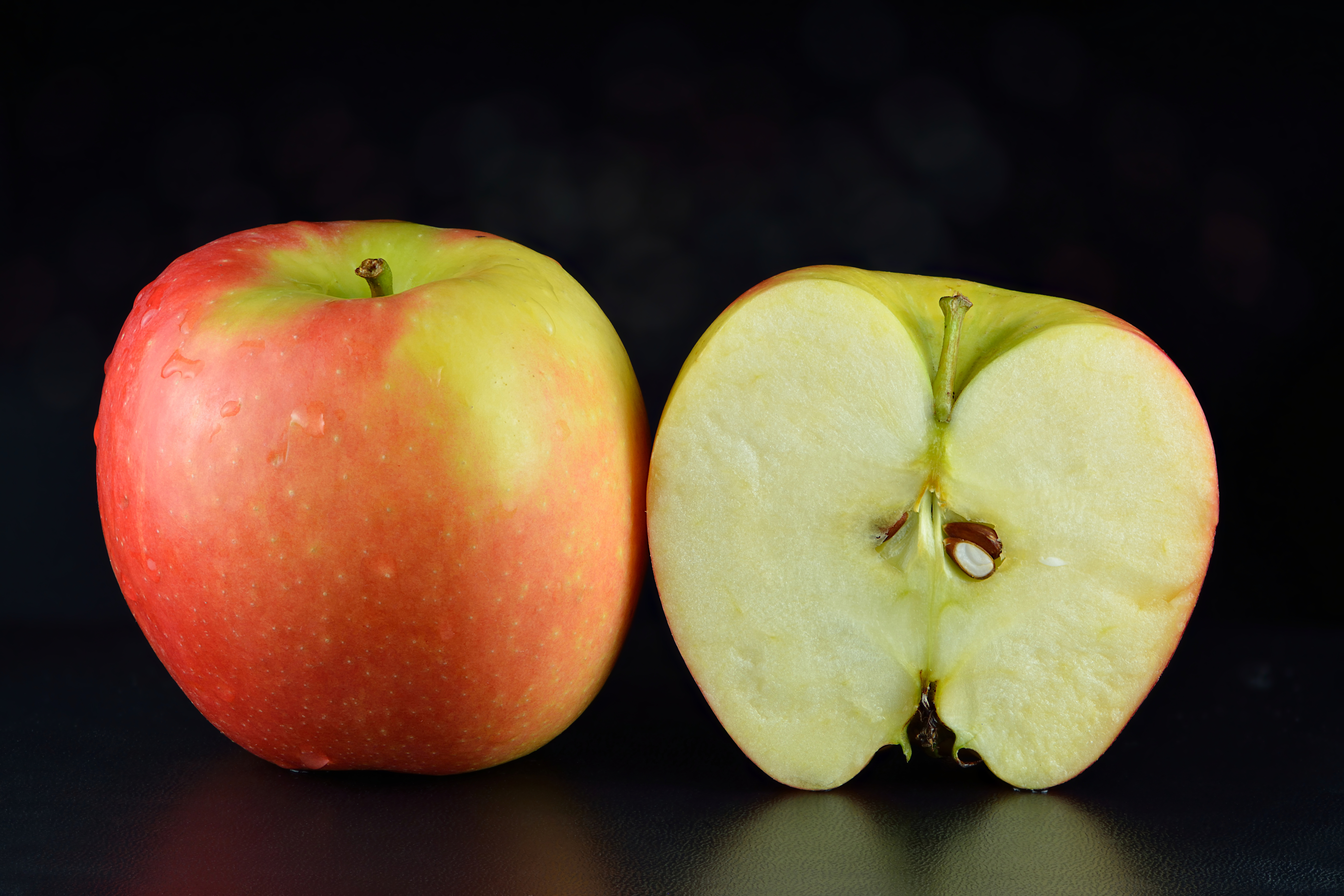

Nicoter (Malus domestica 'Nicoter' cov) is een appelras. Nicoter is het resultaat van een kruising tussen Gala en Braeburn, en werd ontwikkeld door de KU Leuven en fruitboomkwekerij N.V. Johan Nicolaï. De appel wordt verkocht onder de merknaam Kanzi, dat Swahili is voor "verborgen schat". De appel lijkt uiterlijk op de Gala, maar is iets groter, zuurder en sappiger.
Nicoter wordt beschermd door kwekersrecht en is een clubras. Kanzi is een geregistreerde merknaam. 

De rechten op de Kanzi appel en de Nicoter bomen werden gelicentieerd aan Johan Nicolaï nv en later aan GKE, Greenstar Kanzi Europe nv. Nicoter bomen zijn uitsluitend beschikbaar voor de professionele teler via de European Fruit Co-operation.
De eerste teelten kwamen er in 2001 in België. Kanzi werd in 2007 in Nederland geïntroduceerd. In de Betuwe stonden in 2009 al meer dan 1 miljoen Kanzi bomen in 244 boomgaarden. 
In 2011 werd de Kanzi geproduceerd en verkocht in België, Nederland, Duitsland, Italië, Engeland, Zwitserland en Oostenrijk. De Europese jaarproductie bedroeg meer dan 50.000 ton.
Ondertussen wordt de appel ook in Nieuw-Zeeland, Chili, Australië, Zuid-Afrika en de VS geproduceerd, zodat binnen afzienbare tijd Kanzi het jaarrond beschikbaar wordt.

## Ziekten
De Nicoter boom is gevoelig voor vruchtboomkanker (Nectria galligena).